# Plenmeller
Plenmeller är en ort i civil parish Plenmeller with Whitfield, i grevskapet Northumberland i England. Orten är belägen 2 km från Haltwhistle. Plenmeller var en civil parish 1866–1955 när det uppgick i Plenmeller with Whitfield. Civil parish hade 107 invånare år 1951.